# アンパンマン にこにこパーティ
『アンパンマン にこにこパーティ』は、2010年11月25日にアガツマ・エンタテインメントより発売されたWii用パーティーゲーム。「アンパンマン」及びそれを原作としたテレビアニメ「それいけ!アンパンマン」のゲーム作品。

## 概要
子供から大人まで楽しめるミニゲームを多数収録。ゲーム用に新たに設けられたオリジナルストーリーや演出によって、アンパンマンの世界に触れながらゲームを楽しむ事ができる。登場キャラクターや舞台はトゥーンレンダリングによって描写され、テレビアニメ版に忠実な形で再現されている。『アンパンマンのマーチ』をはじめとしたアニメ主題歌の他、『あたま・かた・ひざ・ポン』や『てをたたきましょう』等の手遊び歌も収録されている。

## ゲームシステム

### ミニゲーム
8種類のミニゲームを選択後、プレイ人数、使用キャラクターを選択しプレイを開始する。1ゲーム終了後、結果発表画面へと移り、成績によって金メダル（アンパンマン）、銀メダル（しょくぱんまん）、銅メダル（カレーパンマン）のいずれかを獲得できる。

### おやくそくタイマー
今作では、幼児のプレイヤーに配慮し、プレイ時間を設定できる『おやくそくタイマー』機能が使用できる。設定した時間が来ると、その時点でプレイしているゲームが終了次第、『おしまいがめん』に進み、それ以上ゲームが遊べなくなる。制限時間は15分・30分・45分・60分から選択でき、星マークを選んだ場合は無制限でプレイが可能となる。

### エンディング
『おしまいがめん』ではアンパンマンかばいきんまんのどちらかの顔を選択する。アンパンマンを選ぶとキャラクター達が『アンパンマンたいそう』か『サンサンたいそう』を踊るエンディングに入りゲームが終了する。ばいきんまんを選ぶと『ばいきんまんとたいけつ』（後述）に突入するが（終了後『勇気りんりん』の曲に乗せてエンディングが流れる。また、スタッフロールが流れるのはこちらのエンディングのみである）、星マークを選んだ場合は遊べない。

## 登場キャラクター
キャラクターの詳細はアンパンマンの登場人物一覧を参照。キャラクター名に「★」が付いているものは、ゲーム選択画面で案内役としても登場する。

### 操作可能なキャラクター
アンパンマン ★
声 - 戸田恵子
ゲーム開始直後に案内役として必ず登場する。『おしまいがめん』で彼を選ぶと、エンディングに入りゲームが終了する。
笹団子アンパンマン
『ばいきんまんとたいけつ』でだだんだんに捕まったささだんごちゃんを助けると登場する。『笹団子アンパンチ』でだだんだんを撃退する。
お月見アンパンマン
『ばいきんまんとたいけつ』でだだんだんに捕まったすすきちゃんを助けると登場する。『お月見パンチ』でだだんだんを撃退する。
アップルパイアンパンマン
『ばいきんまんとたいけつ』でだだんだんに捕まったアプル王子を助けると登場する。『アップルパイアンパンチ』でだだんだんを撃退する。
ばいきんまん ★
声 - 中尾隆聖
ゲーム開始直後に案内役として必ず登場する。プレイヤーにプレイ時間を守るよう促したにもかかわらず、『おしまいがめん』ではドキンちゃんと共に「もっと遊びたい」とアンパンマンに抗議し、この時にプレイヤーが彼を選ぶとアンパンマンを無視して勝手に『ばいきんまんとたいけつ』を開始してしまうが、アンパンマンを選ぶとドキンちゃんに追い掛け回される。『まつり de ワッショイ!』ではバイ吉に変装している。
ジャムおじさん
声 - 増岡弘
『どこにいるのかな?』ではプレイヤーにキャラクター達のアルバム制作を手伝って貰う。『アンパンマンアルバム』の案内役。結果発表のアナウンスを担当。
めいけんチーズ
声 - 山寺宏一
『おやくそくタイマー』で設定した時間が来ると画面左上に登場し、ゲームの終了を促す（無視してプレイ中のゲームを最後まで続行しても構わない）。
ドキンちゃん ★
声 - 鶴ひろみ
『おしまいがめん』に入ると「もっと遊びたい」とアンパンマンとばいきんまんに駄々をこね、プレイヤーがアンパンマンを選ぶと怒ってばいきんまんを追い掛け回すが、ばいきんまんを選ぶと大喜びして『ばいきんまんとたいけつ』に挑むことになる。『まつり de ワッショイ!』ではドキ子に変装している。『もぐりんパニック!』の案内役。しょくぱんまんとペアで案内役として登場すると特殊な掛け合いが展開される。
カレーパンマン ★
声 - 柳沢三千代
『うたっておどろう!』では『とんとんとんとんひげじいさん』のお手本役として登場する。
しょくぱんまん ★
声 - 島本須美

ホラーマン
声 - 肝付兼太
『バイキンじょうはおおさわぎ』の案内役。
メロンパンナ ★
声 - かないみか
『うたっておどろう!』では『あたま・かた・ひざ・ポン』のお手本役として登場する。
クリームパンダ
声 - 長沢美樹
『とべ!ぼくらはヒーロー』の案内役。
コキンちゃん
声 - 平野綾
『いただいちゃうぞ!』の案内役。
あかちゃんまん
声 - 千原江理子
『うたっておどろう!』では『てをたたきましょう』のお手本役として登場する。『どこにいるのかな?』の案内役。
てんどんまん
声 - 坂本千夏
『ゆかいなどんぶらこ』の案内役。
カツドンマン
声 - 三ツ矢雄二
『うたっておどろう!』では『アンパンマン音頭』のお手本役として登場する。
かまめしどん
声 - 山寺宏一
『まつり de ワッショイ!』では『おどろう!アンパンマンおんど』の案内役として登場する。
アカキンマン
声 - 三ツ矢雄二

アオキンマン
声 - 山寺宏一

ハンバーガーキッド
声 - 三ツ矢雄二
『はしれ!SLマン』の案内役。
鉄火のマキちゃん
声 - 勝生真沙子
『まつり de ワッショイ!』で金魚すくいの店をやっている。
たこやきまん
声 - 坂熊孝彦
『まつり de ワッショイ!』の案内役。同ゲームでたこ焼き屋をやっている。

### その他のキャラクター
バタコさん
声 - 佐久間レイ
『うたっておどろう!』では『アンパンマンたいそう』のお手本役として登場する。
SLマン

ドレミ姫
声 - 佐久間レイ
『うたっておどろう!』の案内役。『サンサンたいそう』のお手本役としても登場する。
ばいきん仙人
『バイキンじょうはおおさわぎ』の『かっとばせ!ばいきんまん!』に登場し、岩や爆弾を飛ばして来る。
キララ
キラリ
映画『だだんだんとふたごの星』に登場したふたご星の妖精。ばいきんまんに杖を奪われてしまったため、アンパンマン達に取り返して来るよう依頼する。
プルン
映画『シャボン玉のプルン』に登場したシャボン玉ガールズの女の子。
ささだんごちゃん
すすきちゃん
アプル王子
上記の3人は、『ばいきんまんとたいけつ』で救出すると特殊なイベントが発生する。
ロールパンナ
稀にブラックロールパンナに変身する事がある。
おむすびまん
はみがきまん
ナガネギマン
しらたまさん
やきそばパンマン
ホワイトソース
コロッケキッド
ケチャップ
らくがきこぞう
アンコラ
すなおとこ
『はしれ!SLマン』では、砂嵐を発生させてSLマンを襲う。
ピーター
おしるこちゃん
ゴミラ
ユキダルマン
エクレアさん
プリンちゃん
みるくぼうや
ドーナツマン
おりがみまん
ケンダマン
タイコマン
はなびまん
ソーセージマン
フランク
フルト
いないいないバルーン
ジグソーくん
ペンタくん
いろえんぴつまん
クレヨンマン
えのぐぼうや
くじらのクータン
みみせんせい
カバオくん
ピョン吉
ウサ子
ちびぞうくん
クマ太
ネコ美
かびるんるん
『バイキンじょうはおおさわぎ』の『もぐりんパニック!』では観客として登場する。この他、いくつかのゲームでトラップとして登場する事が多い。
やみるんるん
やなせうさぎ

## ゲームモード
どこにいるのかな?
操作キャラクター：アンパンマン、ばいきんまん、ドキンちゃん、メロンパンナ、クリームパンダ、あかちゃんまん
ジャムおじさん達のアルバム制作を手伝うという設定で、指定されたキャラクターを見つけ出すゲーム。撮影したキャラクターは『アンパンマンアルバム』で閲覧できる。
ゆかいなどんぶらこ
操作キャラクター：めいけんチーズ、てんどんまん、カツドンマン、かまめしどん、鉄火のマキちゃん、たこやきまん
大きな桶に乗って魚釣りをするゲーム。魚が食いついた時にタイミングよくWiiリモコンを振ると釣り上げる事ができる。
とべ!ぼくらはヒーロー
操作キャラクター：アンパンマン、カレーパンマン、しょくぱんまん、メロンパンナ、クリームパンダ、あかちゃんまん
キララとキラリの杖を盗んだばいきんまんを追跡するゲーム。ステージ中に前方から飛んで来る風船を取るとポイントが貯まる。複数人で遊んでいる場合、手を繋ぎながら飛ぶ事もできる。ステージ後半からはばいきんまんがバイキンUFOで攻撃を仕掛けて来る。この攻撃を受けるとポイントが減ってしまう。
いただいちゃうぞ!
操作キャラクター：ばいきんまん、ドキンちゃん、ホラーマン、コキンちゃん、アカキンマン、アオキンマン
居眠りをしているめいけんチーズとクリームパンダから、パンの入ったバスケットを奪うだるまさんがころんだのようなゲーム。Wiiリモコンを上下に振る事で忍び足で近寄る事ができるが、チーズが目を覚ました時にはタイミング良く止まらないと気付かれ、逃げられてしまう（クリアとなっても、最終的にバスケットは必ずアンパンマンに取り戻される）。3回気付かれるとゲームオーバー。
まつり de ワッショイ!
操作キャラクター：ばいきんまん（バイ吉）、めいけんチーズ、ドキンちゃん（ドキ子）、メロンパンナ、クリームパンダ、コキンちゃん
お祭りを舞台にした3つのミニゲームがプレイできる。
あそぼう!きんぎょすくい
金魚やヨーヨーをポイで掬うゲーム。
おどろう!アンパンマンおんど
キャラクター達と『アンパンマン音頭』を踊るゲーム。Wiiリモコンを振ったりボタンを押したりする事で踊りを盛り上げさせる事ができる。やぐらに乗っているキャラクターと踊っているキャラクターは自由に入れ替えられる。
あそぼう!コロコロたこやき
器に描かれた顔と同じ顔の焼き目のたこ焼きを乗せるゲーム。5個全てを正しく盛り付けるとクリアとなる。
バイキンじょうはおおさわぎ
操作キャラクター：ばいきんまん、ドキンちゃん、ホラーマン、コキンちゃん、アカキンマン、アオキンマン
バイキン城で5つのミニゲームがプレイできる。
もぐりんパニック!
モグラ叩きの要領で、穴から飛び出して来たちびもぐりんをハンマーで叩き得点を稼ぐゲーム。風船を叩くと高得点が得られるが、爆弾の形をした「ニセちびもぐりん」を叩くと減点になる。卵を叩くと一定時間移動速度がアップする。
かっとばせ!ばいきんまん!
バイキンUFOに乗り、ばいきん仙人が放つ岩や爆弾を打ち返すゲーム。
バイキンゲーム
バイキン城のモニターに搭載されたコンピューターゲームを遊ぶ。十字キーとボタン1つだけで遊べるシンプルなゲーム。いずれもアンパンマン達がばいきんまん達をやっつけるというゲーム内容になっている。なお、モニターの操作部が従来のスーパーファミコンのコントローラーのようなデザインからWiiリモコンのデザインに変わっている。
バイキンUFOをやっつけろ!
弾を発射しかびるんるんやバイキンUFOを撃ち落とす、インベーダーゲームのような内容。
バイキントリオをやっつけろ!
かびるんるんをかわしながらバイキントリオをやっつけるゲーム。かびるんるんに触れると一発でアウトだが、バイキントリオは触れるだけで倒す事ができる。
アンパンマンをすくいだせ!
バイキンUFOに捕まったアンパンマンを新しい顔に入れ替えさせるブロックくずしに似たゲーム。ジャムおじさん、バタコさん、めいけんチーズを操作し障害物の暗雲を壊しながら顔をトスしていく。
はしれ!SLマン
操作キャラクター：アンパンマン、カレーパンマン、てんどんまん、カツドンマン、かまめしどん、ハンバーガーキッド
西部の町を目指すSLマンを次々に襲って来る敵から守るシューティングゲーム。
うたっておどろう!
操作キャラクター：アンパンマン、ばいきんまん、ジャムおじさん、ドキンちゃん、クリームパンダ、コキンちゃん
曲に合わせてWiiリモコンを振りキャラクター達と楽しく踊る。唯一点数制が存在しないため、パーティゲームと言うより知育ゲームとしての要素が強い。
収録曲：『アンパンマンたいそう』『サンサンたいそう』『アンパンマンおんど』『とんとんとんとんひげじいさん』『てをたたきましょう』『あたま・かた・ひざ・ポン』
アンパンマンアルバム
『どこにいるのかな?』で撮影したキャラクターを3Dで見たり説明を聞いたりする事ができる。音声ガイドは大本眞基子が担当。

### ばいきんまんとたいけつ
『おしまいがめん』で、ばいきんまんを選択すると突入するゲームモード。事前に『おやくそくタイマー』で星マークを選んでいる場合は遊べない。アンパンマン・カレーパンマン・しょくぱんまん・メロンパンナ・クリームパンダを操作してだだんだんと戦ったりキャラクターを助けたりする。7つのセクションに分けられており、プレイヤーの操作次第でストーリーの展開が大きく変化する。ただし、操作に失敗してもゲームオーバー等のペナルティは与えられず、自動的に次のセクションに移行するシステムになっている。
だだんだんキャッチャー
だだんだんに追いかけられているキャラクター達を救出する。だだんだんの手が振り下ろされた瞬間にキャラクターを救出すると『ジャイアントスイング』に、キャラクターがだだんだんに捕まると『ペチャンコにしてやる』に、キャラクターを10人救出すると『たいけつ!バイキンUFO』に突入する。
ジャイアントスイング
捕まえただだんだんを、Wiiリモコンを振り回しジャイアントスイングの要領で投げ飛ばす。2～3人プレイの場合、プレイヤー同士のタイミングが揃うとより遠くへ投げ飛ばす事ができる。飛距離が足りない場合は『たいけつ!バイキンUFO』に、ある程度遠くへ投げ飛ばした場合は『パンチでノックアウト』に突入する。
たいけつ!バイキンUFO
空を飛びながらバイキンUFOによる攻撃を避けつつアームを全て破壊する。アームに捕まってしまうと『ペチャンコにしてやる』に、アームを全て破壊すると『パンチでノックアウト』に突入する。
ペチャンコにしてやる
踏み潰されないようだだんだんの攻撃を避ける。Wiiリモコンを左右に傾ける事でアンパンマン達を操作する。踏みつけられてしまうと『それいけ!パンシュート!』に、踏みつけ攻撃を3回避けると『あたらしいパンをやくよ!』に突入する。
それいけ!パンシュート!
飛行船アンパンマン号から落ちてしまったアンパンマンの新しい顔をタイミング良くトスしてアンパンマンへと繋いで行く。
あたらしいパンをやくよ!
顔が歪んでしまったアンパンマンの為にジャムおじさん、バタコさん、めいけんチーズが協力して新しい顔を焼く。Wiiリモコンを回して材料を混ぜたり、前後に振って生地を捏ねたりして、新しい顔を作っていく。
パンチでノックアウト
ばいきんまんとドキンちゃんをパンチでやっつける最終段階。1人プレイではアンパンマン・カレーパンマン・しょくぱんまんのどちらかの必殺パンチを出すが、2～3人の同時プレイではメロンパンナとクリームパンダも加わり、みんなで力を合わせてダブルパンチやトリプルパンチが出せる。

## スタッフ
- 原作 - やなせたかし
- 企画 - 有限事業組合アンパンマンデジタル
- プロデューサー - 中島康雄
- 制作 - 有限会社ビットステップ
- ディレクター - 水野忠夫
- サウンド - 有限会社ターゲット・エンタテインメント
- 協力 - フレーベル館、トムス・エンタテインメント、日本テレビ放送網、日本テレビ音楽、アガツマ、バップ、AUDIO PLANNING U
- ゼネラルプロデューサー - 大野雅己
- エグゼクティブプロデューサー - 戸所正信
- 販売元 - アガツマ・エンタテインメント

## 楽曲
オープニング「アンパンマンのマーチ」
エンディング「勇気りんりん」
作詞：やなせたかし、作曲：三木たかし、編曲：大谷和夫、歌：ドリーミング
挿入歌
「アンパンマンたいそう」
作詞：やなせたかし、魚住勉、作曲：馬飼野康二、編曲：近藤浩章、歌：ドリーミング
「サンサンたいそう」
作詞：やなせたかし、作曲・編曲：近藤浩章、歌：ドリーミング
「アンパンマン音頭'89」
作詞：やなせたかし、作曲：いずみたく、編曲：近藤浩章、歌：ドリーミング、アンパン合唱団
「手をたたきましょう」
訳詞：小林純一、歌：田中まや
「とんとんとんとんひげじいさん」
作曲：玉山英光、歌：田中まや
「あたま・かた・ひざ・ポン」
歌：田中まや